# Ribatxi

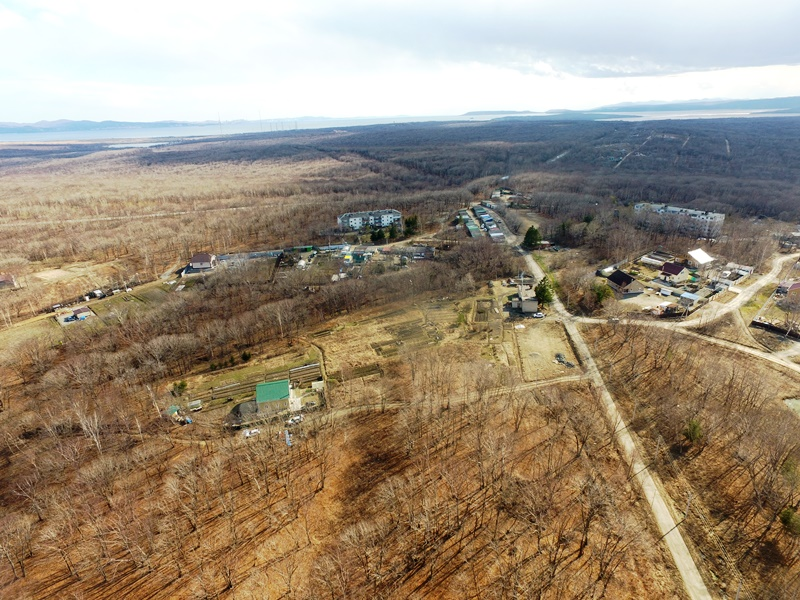
Imatge de Ribatxi.

Ribatxi (en rus: Рыбачий) és un poble (un possiólok) del krai de Primórie, a l'Extrem Orient de Rússia, que en el cens del 2010 tenia 178 habitants